# Sveriges grod- och kräldjursfauna

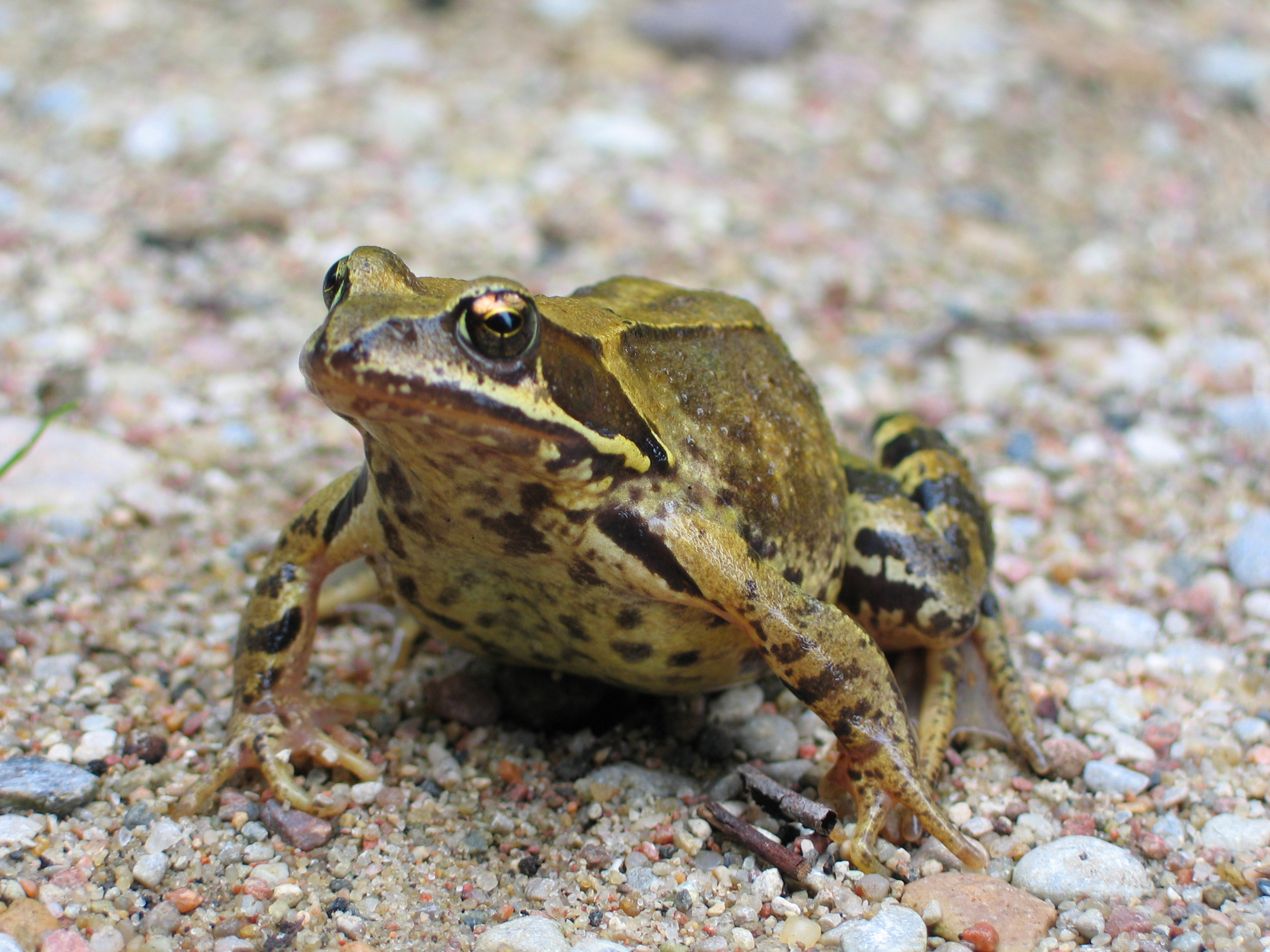
Vanlig groda är en av Sveriges 13 arter av groddjur.

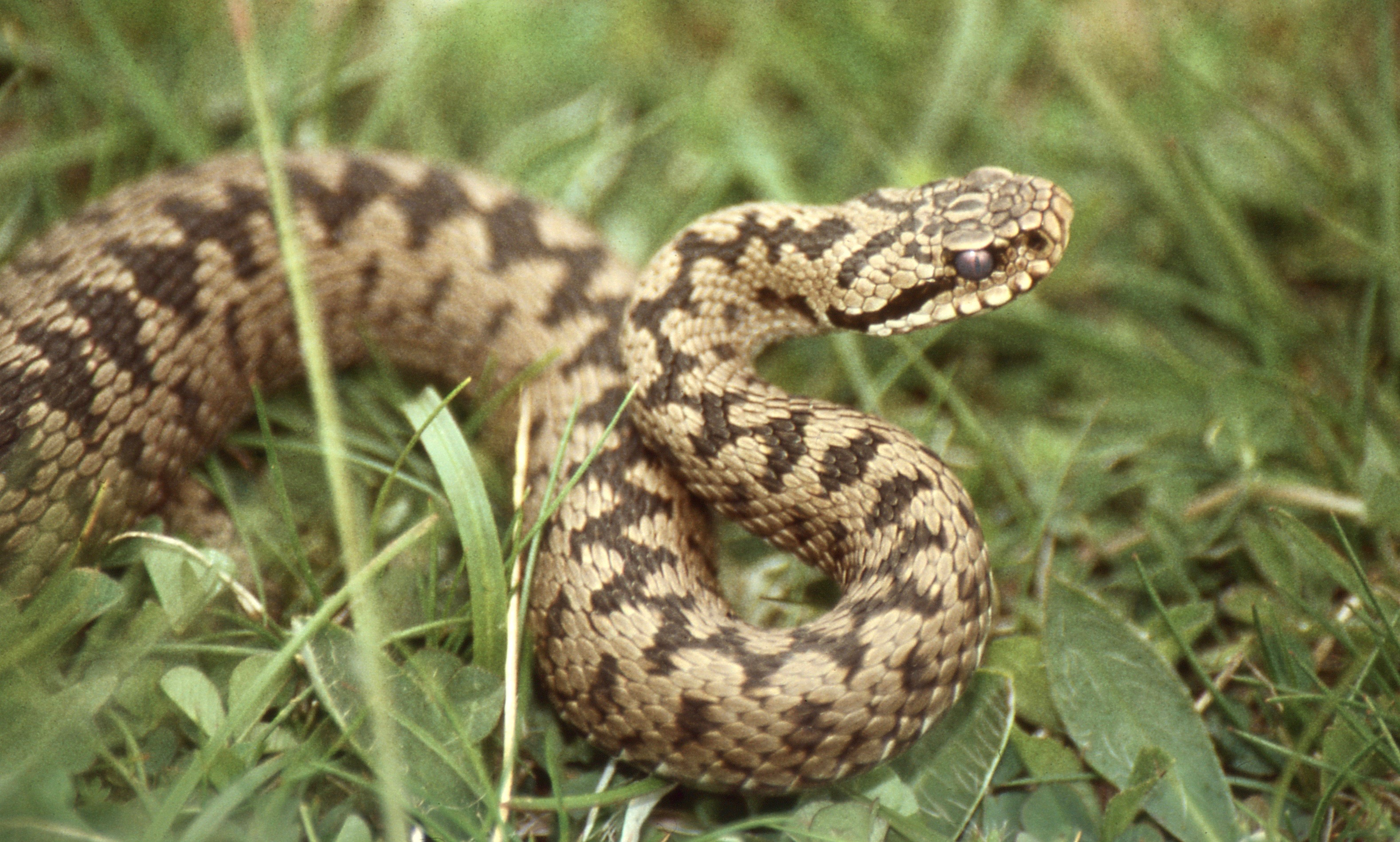
Huggorm är en av Sveriges sex arter av kräldjur.

Sveriges grod- och kräldjursfauna består av 13 arter med groddjur och sex fjällbärande kräldjur. Av groddjuren finns två arter av salamandrar, tre paddor och åtta grodor. Alla groddjursarter i Sverige är fridlysta, varav fyra är hotade. Av de fjällbärande kräldjuren finns det två arter av egentliga ödlor, en kopparödla och tre arter av orm. Kräldjuren är också fridlysta i Sverige.

## Klass: Groddjur (Amphibia)
Ordning: Stjärtgroddjur (Urodela)
- Familj: Salamandrar (Salamandridae)
  - Mindre vattensalamander (Triturus vulgaris)
  - Större vattensalamander (Triturus cristatus)

Ordning: Stjärtlösa groddjur (Anura)
- Familj: Äkta grodor (Ranidae)
  - Gölgroda (Rana lessonae)
  - Långbensgroda (Rana dalmatina)
  - Vanlig groda (Rana temporaria)
  - Åkergroda (Rana arvalis)
  - Ätlig groda (Rana kl. esculenta)

- Familj: Bombinatoridae
  - Klockgroda (Bombina bombina)

- Familj: Lökgrodor (Pelobatidae)
  - Lökgroda (Pelobates fuscus)

- Familj: Lövgrodor (Hylidae)
  - Lövgroda (Hyla arborea)

- Familj: Äkta paddor (Bufonidae)
  - Grönfläckig padda (Bufo viridis)
  - Strandpadda (Bufo calamita)
  - Vanlig padda (Bufo bufo)

## Ordning:Fjällbärande kräldjur(Squamata)
Underordning: Ödlor (Sauria)
- Familj: Egentliga ödlor (Lacertidae)
  - Sandödla (Lacerta agilis)
  - Skogsödla (Zootoca vivipara)

- Familj: Kopparödlor (Anguidae)
  - Kopparödla (Anguis fragilis)

Underordning: Ormar (Serpentes)
- Familj: Snokar (Colubridae)
  - Hasselsnok (Coronella austeriaca)
  - Snok (Natrix natrix)

- Familj: Huggormar (Viperidae)
  - Huggorm (Vipera berus)